# توماس الیوت

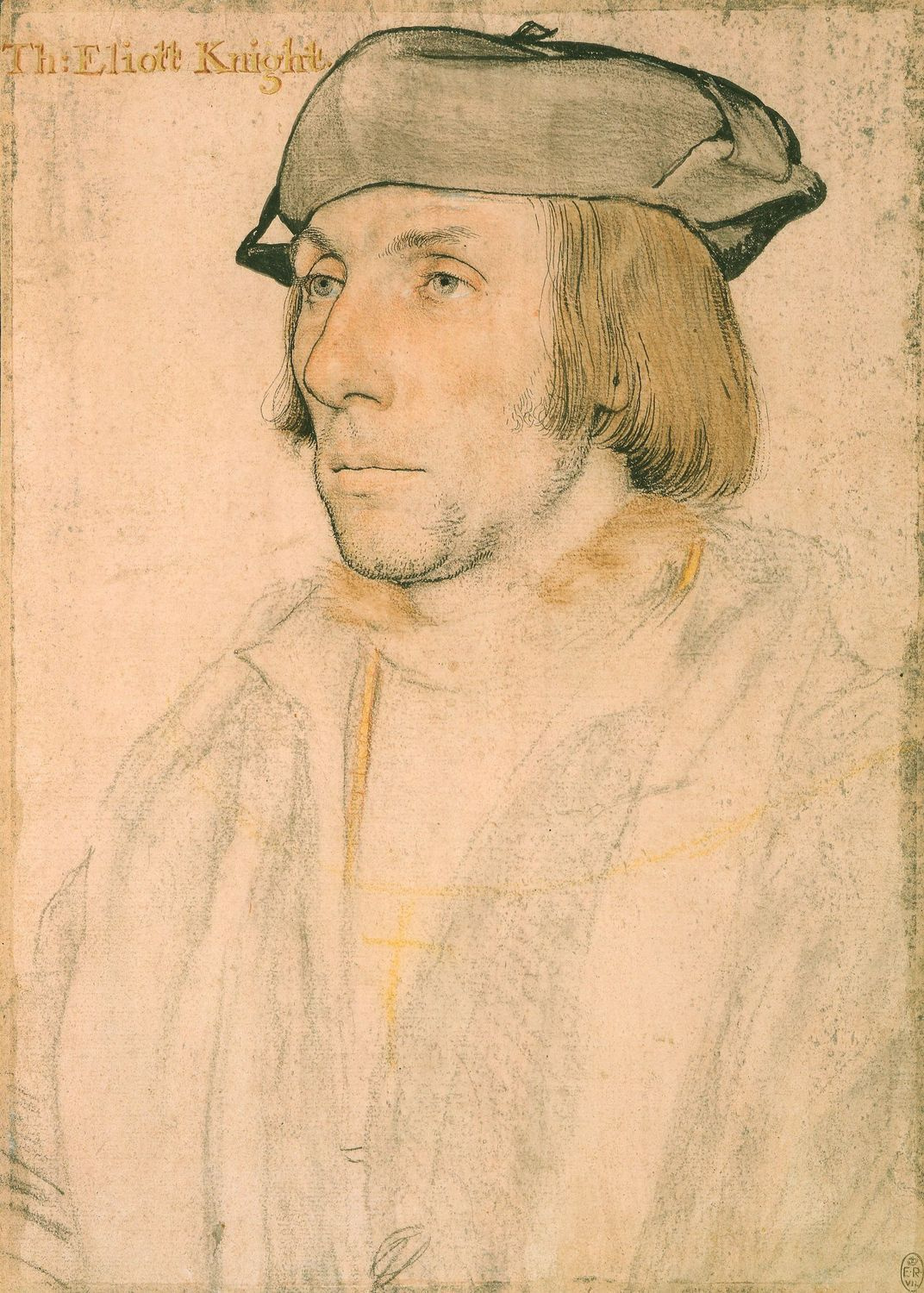
پرتره از سر توماس, اثر هلباین

توماس الیوت (انگلیسی: Sir Thomas Elyot) (۱۴۹۰–۲۶ مارس ۱۵۴۶ میلادی) یک دیپلمات انگلیسی و محقق بود. توماس فرزند ازدواج اول سر ریچارد الیوت با آلیس د لا ماره بود، اما نه تاریخ و نه محل تولد خود را به درستی نمی‌دانست.